# Pierdavide Romani
Pierdavide Romani (Addis Abeba, 3 giugno 1980) è un ex pattinatore di velocità in-line italiano, primo pattinatore di colore della nazionale italiana.
Ha vinto due titoli mondiali nel 2002 (Ostenda, gara americana a squadre) e nel 2003 (Barquisimeto, 20.000 metri a eliminazione). 
Ha vinto inoltre 11 titoli europei tra il 2000 e il 2006. 
Ha vinto numerosi titoli italiani contribuendo anche a riportare la sua unica squadra per tutta la durata della sua carriera, la Bononia Fini Sport di Bologna, a vincere per due volte in un campionato italiano la gara americana a squadre con i compagni Claudio Bontempo Scavo e Luca Bagnolini nel 2003, ancora con Claudio Bontempo Scavo e Mauro Casu nel 2006 e arrivando al bronzo con Mauro Casu e Dario Danese nel 2007. 